# JoEllen Marie Sigua De Leon
JoEllen Marie Sigua De León (* 25. Mai 1993 in Portland, Oregon) ist eine philippinisch-US-amerikanische Fußballspielerin.

## Leben
De Leon wurde in Portland, Oregon geboren und wuchs im benachbarten Gresham auf. In Gresham besuchte sie von 2006 bis 2010 die Centennial High School. Seit 2011 studiert De Leon an der Western Oregon Wolves.

## Karriere

### Vereine
Lee startete ihre aktive Karriere in der Jugend von Bridle Mile Soccer. Im Herbst 2006 schrieb sie sich an der Centennial High School Eagles in Gresham ein, wo sie vier Jahre im Women Soccer den Eagles spielte. Im September 2011 wechselte sie dann an die Western Oregon University und spielt für die Frauenfußballmannschaft der Uni, den Wolves. Neben ihrer Karriere an der Western Oregon Uni, spielte sie in den Semesterferien 2011 für Eastside Timbers und 2012 für den Portland Rain Soccer Club.

### Nationalmannschaft
De Leon spielt international für die Fußballnationalmannschaft der Philippinen, dem Heimatland ihrer Eltern und gab ihr Debüt am 25. Mai 2013 gegen Bangladesch.

## Leichtathletikkarriere
In ihrer Jugend in ihrer Zeit an der High School, war sie aktive Leichtathletin, wo sie als Sprinterin aktiv war.